# Taperoá (Paraíba)
Pour les articles homonymes, voir Taperoá.
Taperoá est une ville brésilienne du centre de l'État de la Paraíba.
Sa population était estimée à 14 715 habitants en 2007. La municipalité s'étend sur 610 km2.